# خربوس
خُرْبُوس (الاسم العلمي: Ochyropus gigas)، جنس وحيد النوع من الحشرات القانصة المفترسة النافعة من غمديات الأجنحة وفصيلة الخنافس الأرضية.